# Вавилин, Михаил Дмитриевич
Михаи́л Дми́триевич Вави́лин (22 января 1921 год — 18 февраля 1992 года) — самобытный коми-пермяцкий поэт.
Окончил Кудымкарское педагогическое училище (1939) и Литературный институт им. А. М. Горького (1955). Работал учителем в Кочёвском районе. Участник Великой Отечественной войны с 1941 по 1946. После возвращения работал в Окружной газете, Коми-Пермяцком издательстве, на радиовещании, старшим научным сотрудником Окружного краеведческого музея.
Печататься начал с 1937. Член Союза писателей СССР. Первая книга издана в 1948. Всего вышло 13 сборников, один из них в Москве в 1959.

## Награды
- Орден Красной Звезды
- Орден Отечественной войны II степени
- 6 медалей